# Germagny
Germagny est une commune française située dans le département de Saône-et-Loire, en région Bourgogne-Franche-Comté.

## Géographie
Une petite rivière, la Guye, passe à proximité du village. Cette rivière forme une vallée depuis Sassangy à 10 kilomètres de là et se prolonge jusqu'à ce que la rivière se jette dans la Grosne et la Saône.
Germagny fait ainsi partie de la haute vallée de la Guye.

### Climat
Pour des articles plus généraux, voir Climat de la Bourgogne-Franche-Comté et Climat de Saône-et-Loire.
En 2010, le climat de la commune est de type climat océanique dégradé des plaines du Centre et du Nord, selon une étude du Centre national de la recherche scientifique s'appuyant sur une série de données couvrant la période 1971-2000. En 2020, Météo-France publie une typologie des climats de la France métropolitaine dans laquelle la commune est exposée à un climat océanique altéré et est dans la région climatique Bourgogne, vallée de la Saône, caractérisée par un bon ensoleillement (1 900 h/an), un été chaud (18,5 °C), un air sec au printemps et en été et des vents faibles.
Pour la période 1971-2000, la température annuelle moyenne est de 10,8 °C, avec une amplitude thermique annuelle de 17,5 °C. Le cumul annuel moyen de précipitations est de 874 mm, avec 11,6 jours de précipitations en janvier et 7,3 jours en juillet. Pour la période 1991-2020, la température moyenne annuelle observée sur la station météorologique de Météo-France la plus proche, « Mt-Saint-Vincent », sur la commune de Mont-Saint-Vincent à 10 km à vol d'oiseau, est de 10,4 °C et le cumul annuel moyen de précipitations est de 891,2 mm. 
La température maximale relevée sur cette station est de 37,6 °C, atteinte le 12 août 2003 ; la température minimale est de −21,1 °C, atteinte le 10 février 1956,,.
Les paramètres climatiques de la commune ont été estimés pour le milieu du siècle (2041-2070) selon différents scénarios d'émission de gaz à effet de serre à partir des nouvelles projections climatiques de référence DRIAS-2020. Ils sont consultables sur un site dédié publié par Météo-France en novembre 2022.

## Urbanisme

### Typologie
Au 1er janvier 2024, Germagny est catégorisée commune rurale à habitat dispersé, selon la nouvelle grille communale de densité à sept niveaux définie par l'Insee en 2022.
Elle est située hors unité urbaine et hors attraction des villes,.

### Occupation des sols
L'occupation des sols de la commune, telle qu'elle ressort de la base de données européenne d’occupation biophysique des sols Corine Land Cover (CLC), est marquée par l'importance des territoires agricoles (69,6 % en 2018), une proportion identique à celle de 1990 (69,6 %). La répartition détaillée en 2018 est la suivante : prairies (39,4 %), terres arables (25,9 %), forêts (21,6 %), zones urbanisées (8,8 %), zones agricoles hétérogènes (4,3 %). L'évolution de l’occupation des sols de la commune et de ses infrastructures peut être observée sur les différentes représentations cartographiques du territoire : la carte de Cassini (XVIIIe siècle), la carte d'état-major (1820-1866) et les cartes ou photos aériennes de l'IGN pour la période actuelle (1950 à aujourd'hui).

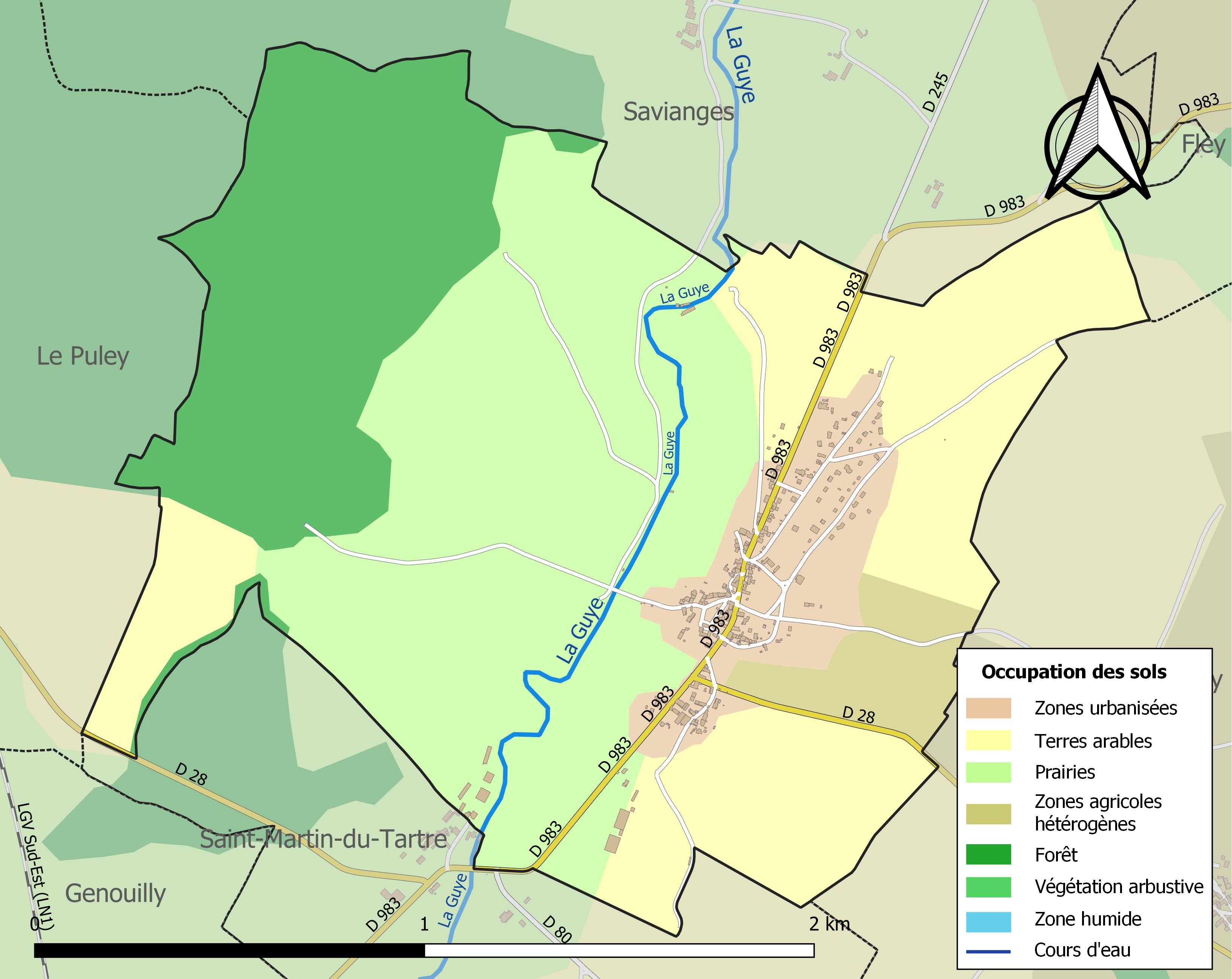
Carte des infrastructures et de l'occupation des sols de la commune en 2018 (CLC).

## Histoire
Au bord de la Guye, à Germagny, des fouilles ont mis au jour un camp préhistorique. Une villa romaine fut construite sur la rive ouest de la rivière, à l'opposé du village.
Durant le Moyen Âge, Germagny faisait partie du territoire des seigneurs de Brancion puis de celui des comtes de Chalon-sur-Saône.

## Démographie
L'évolution du nombre d'habitants est connue à travers les recensements de la population effectués dans la commune depuis 1793. Pour les communes de moins de 10 000 habitants, une enquête de recensement portant sur toute la population est réalisée tous les cinq ans, les populations de référence des années intermédiaires étant quant à elles estimées par interpolation ou extrapolation. Pour la commune, le premier recensement exhaustif entrant dans le cadre du nouveau dispositif a été réalisé en 2005.

En 2022, la commune comptait 195 habitants, en évolution de −4,88 % par rapport à 2016 (Saône-et-Loire : −1,06 %, France hors Mayotte : +2,11 %).
| 1793 | 1800 | 1806 | 1821 | 1831 | 1836 | 1841 | 1846 | 1851 |
| ---- | ---- | ---- | ---- | ---- | ---- | ---- | ---- | ---- |
| 222  | 166  | 196  | 309  | 336  | 297  | 248  | 298  | 305  |

| 1856 | 1861 | 1866 | 1872 | 1876 | 1881 | 1886 | 1891 | 1896 |
| ---- | ---- | ---- | ---- | ---- | ---- | ---- | ---- | ---- |
| 301  | 279  | 284  | 299  | 298  | 336  | 326  | 325  | 286  |

| 1901 | 1906 | 1911 | 1921 | 1926 | 1931 | 1936 | 1946 | 1954 |
| ---- | ---- | ---- | ---- | ---- | ---- | ---- | ---- | ---- |
| 295  | 287  | 259  | 217  | 200  | 188  | 185  | 153  | 145  |

| 1962 | 1968 | 1975 | 1982 | 1990 | 1999 | 2005 | 2006 | 2010 |
| ---- | ---- | ---- | ---- | ---- | ---- | ---- | ---- | ---- |
| 159  | 148  | 186  | 174  | 166  | 156  | 157  | 155  | 197  |

| 2015 | 2020 | 2022 | - | - | - | - | - | - |
| ---- | ---- | ---- | - | - | - | - | - | - |
| 207  | 195  | 195  | - | - | - | - | - | - |

## Politique et administration
| Période                                  | Période                   | Identité         | Étiquette | Qualité     |
| ---------------------------------------- | ------------------------- | ---------------- | --------- | ----------- |
| Les données manquantes sont à compléter. |                           |                  |           |             |
| 1945                                     | 1947                      | Paul Moreau      |           |             |
| 1947                                     | mars 1965                 | Antonin Rigoulot | MRP       |             |
| mars 1965                                | mars 1983                 | Étienne Meyer    |           |             |
| mars 1983                                | mars 2008                 | René Soltret     | SE        | Agriculteur |
| mars 2008                                | mars 2014                 | Pierre Dubois    | SE        | Retraité    |
| mars 2014                                | 24 mai 2020               | Alain Jandot     | SE        | Agriculteur |
| 24 mai 2020                              | En cours (au 3 juin 2020) | Florent Sève     |           | Agriculteur |

## Culture locale et patrimoine

### Lieux et monuments

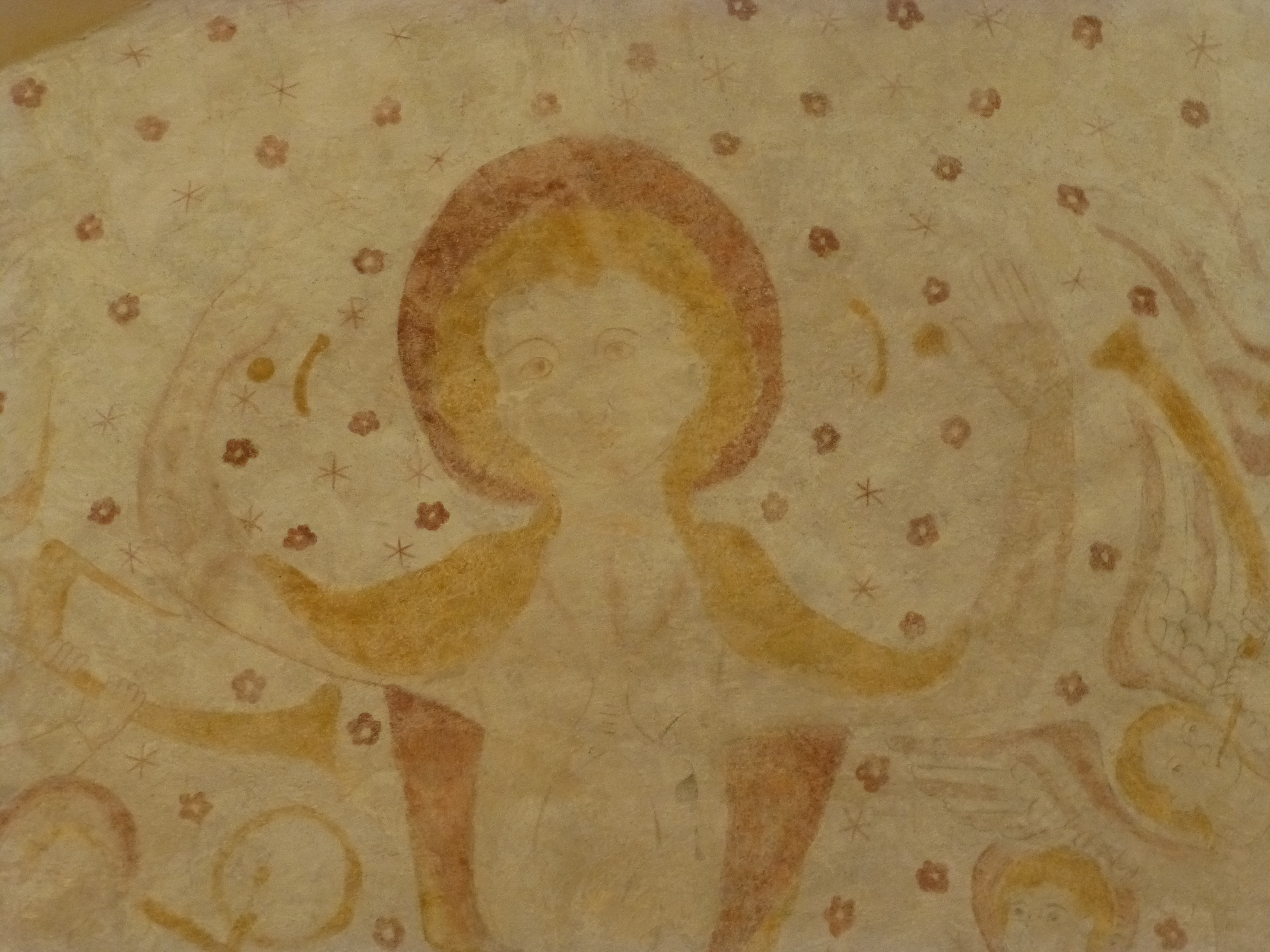
Le Christ de l'église de Germagny (détail).

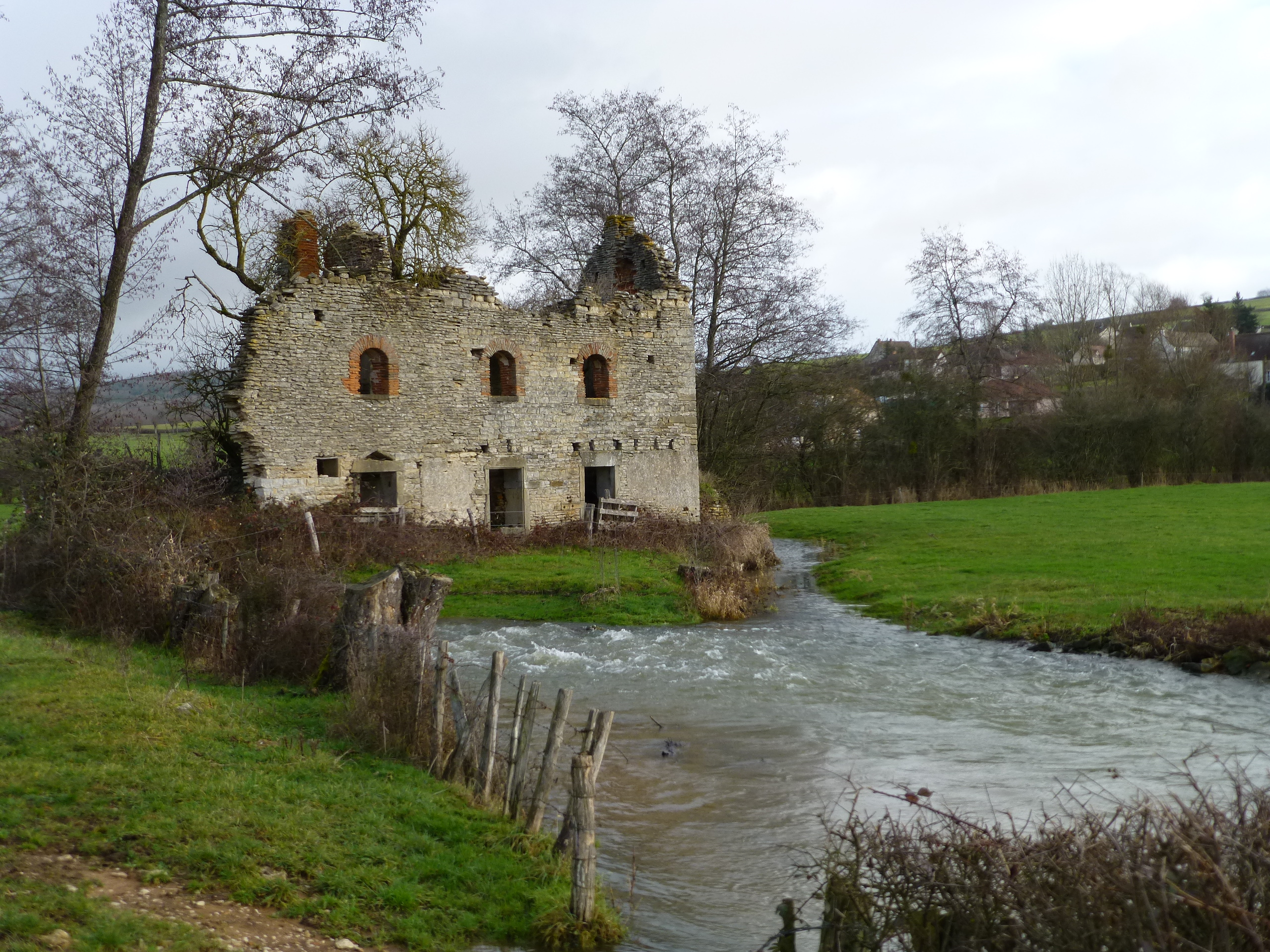
Vieux moulin au bord de la Guye.

L'église de l'Assomption d'architecture romane (XIIe siècle). On pense que l'église a été construite par les moines bénédictins de Cluny qui avaient un prieuré à Germagny jusqu'au XVe siècle (maison Chaumont). Dans l'abside est visible une fresque du Christ en Gloire adolescent du XIVe siècle, qui a été découverte en 1983 et a été restaurée en 2007 (peinture dont la couleur dominante est l'ocre rouge, accompagné d'un peu de jaune et de noir). L'église fut pillée et en partie brûlée en 1438 durant une attaque des écorcheurs dit « routiers », soudards mercenaires à la solde des armées françaises de Charles VII, puis reconstruite par les habitants avec les pierres calcinées. La belle petite église paroissiale de Germagny, au style roman très pur, est composée d'une nef couverte d'une voûte en berceau brisé, prolongée par un sanctuaire que surmonte le clocher et d'une abside dont la voûte est couverte d'une fresque du XIVe siècle représentant le Christ en Gloire. La façade et les murs de la nef ont fait l'objet de restaurations contemporaines, mais cette nef semble la partie la plus ancienne. L'appareil obliqué alternant avec les assises de pierres que l'on voit sous le crépis arraché à l'extérieur, dans le mur sud, rappelle un mode constructif qui appartient plutôt au XIe siècle, mais le massif oriental a assurément été bâti vers 1140-1150. Le parement extérieur de l'abside est orné d'arcs en chevron. L'abside a été modifiée au XIVe siècle par l'ouverture d'une fenêtre gothique.
Le sentier de la Pléiade, au bord de la Guye. Baptisé ainsi en hommage aux lieux où se promenaient Pontus de Thyard et Guillaume Des Autels au XVIe siècle.

### Germagny et la littérature
L'église de Germagny est citée comme point de passage sur un chemin initiatique vers Compostelle au début du XIIe siècle dans le livre Les étoiles de Compostelle par Henri Vincenot.

### Personnalités liées à la commune
- Pontus de Thyard, écrivain et poète du XVIe siècle, membre du groupe de la Pléiade, possédait un château dans le village voisin de Bissy-sur-Fley et aimait à se promener sur les bords de la Guye, à Germagny.
- Louis Chaumont, curé du village au XIXe siècle, est passionné de la région et a écrit de nombreux ouvrages sur son histoire et son patrimoine[24].
- Le père Antonin Rigoulot, né à Germagny le 9 août 1873, missionnaire mort de maladie en Corée le 17 mars 1900, à l'âge de 27 ans (prêtre dont une plaque commémorative rappelle le souvenir, en l'église de Germagny)[25].
- Jean Pierson, résistant communiste durant la Seconde Guerre mondiale, fut assassiné par des soldats allemands à Moroges alors qu'il venait de libérer ses amis emprisonnés[26].

## Pour approfondir